# Christina Giazitzidou
Christina Giazitzidou (in greco Χριστίνα Γιαζιτζίδου?; Kastoria, 12 ottobre 1989) è una canottiera greca.

## Palmarès

### Olimpiadi
- 1 medaglia:
  - 1 bronzo (Londra 2012 nel due di coppia pesi leggeri)

### Mondiali
- 3 medaglie:
  - 2 ori (Poznań 2009 nel due di coppia pesi leggeri; Bled 2011 nel due di coppia pesi leggeri)
  - 1 bronzo (Karapiro 2010 nel due di coppia pesi leggeri)

### Europei
- 4 medaglie:
  - 3 ori (Brest 2009 nel due di coppia pesi leggeri; Montemor-O-Velho 2010 nel due di coppia pesi leggeri; Plovdiv 2011 nel due di coppia pesi leggeri)
  - 1 argento (Varese 2012 nel due di coppia pesi leggeri)